# What Planet Is This?
What Planet Is This? ist ein Jazzalbum von Sun Ra. Die am 6. Juli 1973 in der New Yorker Carnegie Hall entstandenen Aufnahmen erschienen 2006 auf zwei CDs auf Leo Records/Golden Years of New Jazz.

## Hintergrund
Bereits 1968 trat Sun Ra mit seinem Arkestra auf Betreiben des Konzertmanagers George F. Schutz erstmals in der New Yorker Carnegie Hall auf. Fünf Jahre später, wenige Monate nach den Studioaufnahmen zu Pathways to Unknown Worlds und Friendly Love (die Bestandteil seiner kurzen Zusammenarbeit mit ABC/Impulse! waren) und ersten Aufnahmen zu Some Blues but not the Kind That’s Blue, trat das Sun Ra Arkestra in erweiterter Besetzung mit 23 Musikern, Sängern und Tänzerinnen wieder in der Carnegie Hall auf.

## Titelliste
- Sun Ra: What Planet Is This? (Leo Records Golden Years 24/25)[2]

CD 1
1. Untitled Improvisation 5:30
2. Astro Black 3:04
3. Discipline 27 7:29
4. Untitled Improvisation 28:18
5. Space is the Place 10:27
6. Enlightenment (Ra - Dotson) 3:39
7. Love in Outer Space 10:29

CD 2
1. The Shadow World 20:42
2. Watusa, Egyptian March 8:54
3. Discipline 27-II (incl. What Planet is This? / The Universe Sent me to Converse with You / My Brother the Sun) 17:39

Wenn nicht anders vermerkt, stammen die Kompositionen von Sun Ra.

## Rezeption
Nach Ansicht von John Eyles, der das Album in All About Jazz rezensierte, stammt der Mitschnitt aus der entscheidenden Zeit, als Sun Ra vom Kultstatus zu breiterer Anerkennung aufgestiegen war. Aber im Gegensatz zu den Aufnahmen der 1950er- und 60er-Jahre (die gut dokumentiert seien) oder den späten 1980er- und frühen 90er-Jahren (nicht zuletzt durch Leo Records), sei gerade diese Zeit nicht gut dokumentiert, was dieses Album zu einem willkommenen Thema mache. Die Klangqualität sei im Allgemeinen recht gut (was nicht immer auf die vorherigen Sun-Ra-Veröffentlichungen von Leo zutreffe), obwohl ein Teil der Ausgewogenheit ziemlich exzentrisch sei; zum Beispiel auf „Space Is The Place“ habe man die Gesangsbeiträge ziemlich weit vorne platziert und die Band klinge dadurch sehr distanziert. Tatsächlich erlebe man die Band angesichts der Instrumentierung (mit 13 Holz- und Blechbläsern) nicht annähernd so kraftvoll, wie sie könnte oder sollte. Im Gegensatz dazu fange die zehnminütige Version von „Love in Outer Space“ wirklich die majestätische Kraft der Band in vollem Lauf ein, angetrieben von Ras wogender Orgel, wilden, frei agierenden Bläsern und zusammengeballter Perkussion, die einen massiven polyrhythmischen Groove erzeuge, um jeden mit einem Puls zu bewegen. Genauso beeindruckend sei die zwanzigminütige Version von „The Shadow World“, die eine stürmische Bigband (wieder mit reichlich Perkussion) präsentiere, die von unglaublichem Orgelspiel Ras und freien Improvisationen auf Saxophonen und Tuba durchsetzt sei, wobei letztere eine satte Basslinie liefere.